# Ненад Крстичич
Ненад Крстичич (серб. Nenad Krstičić, нар. 3 липня 1990, Белград) — сербський футболіст, центральний півзахисник клубу «Црвена Звезда». Виступав за національну збірну Сербії.

## Клубна кар'єра
Народився 3 липня 1990 року в місті Белград. Починав кар'єру футболіста в белградському ОФК. Влітку 2006 року він був переведений з юнацької в головну команду. Півзахисник дебютував у Суперлізі Сербії на початку сезону 2007/08, вийшовши на заміну у зустрічі проти «Бораца» з Чачака. На 82-й хвилині гри сербський гравець забив гол, встановивши таким чином остаточний рахунок 2:0 на користь ОФК. На той момент Ненаду було 17 років і 1 місяць. Молодий футболіст став часто з'являтися в складі команди, проте він або йшов з поля в другому таймі, або використовувався на заміну. Всього ж у сезоні 2007/08 Ненад відіграв за ОФК в чемпіонаті країни 24 матчі і забив 2 голи.

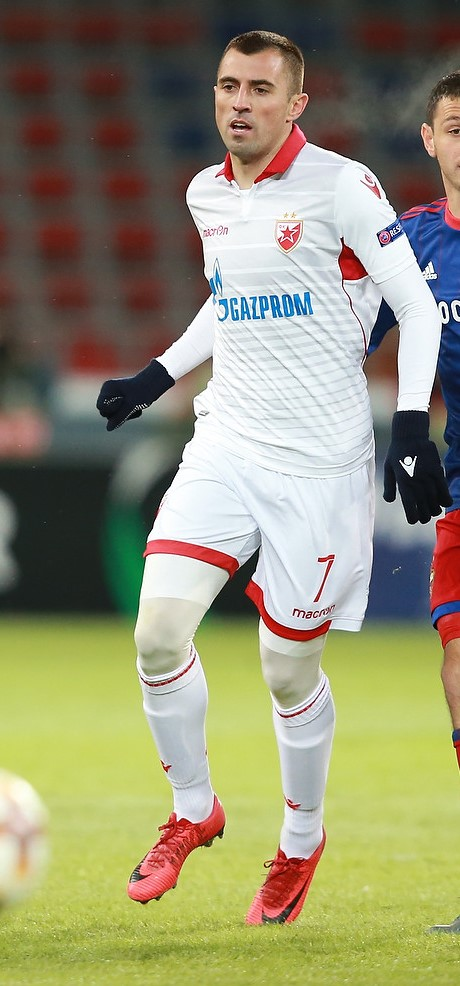
Ненад Крстичич під час виступів за «Црвену Звезду». 22 лютого 2018 року.

На початку сезону 2008/09 Крстичич встиг взяти участь в одному матчі першості Сербії, а також дебютувати з клубом у єврокубках, зігравши дві гри у Кубку Інтертото, після чого в кінці літа 2008 року перебрався в італійську «Сампдорію». Спочатку він виступав за молодіжний склад італійського клубу в Прімавері. У листопаді 2008 року гравець отримав травму меніска, під час лікування якої у грудні лікарі несподівано виявили у футболіста лімфому Беркітта і нібито сказали Кристичичу, що йому залишилось жити 48 годин. Футболіста було терміново доправлено до лікарні Сан-Мартіно в Генуї, де медичний персонал зміг подолати хворобу, хоча за час лікування гравець втратив 55 фунтів.
Після тривалого відновлення 16 грудня 2010 року футболіст дебютував за головну команду «Сампдорії», вийшовши у стартовому складі на матч з угорським «Дебреценом», який проходив в рамках групового етапу Ліги Європи 2010/11. Однак до першого складу «блучерк'яті» в тому сезоні він більше не викликався. 15 січня 2011 року серб зробив дубль у матчі Прімавери проти «Модени». Також в 2011 році він був членом команди на турнірі Віареджо.
Після вильоту «Сампдорії» з Серії А за підсумками сезону 2010/11 клуб покинуло ряд гравців і Крстичич отримав шанс дебютувати в цьому турнірі 6 січня 2012 року: він вийшов на заміну у грі з «Варезе». До кінця сезону 2011/12 серб провів ще 12 ігор, не забивши голів. У серії плей-оф півзахисник участі не взяв, але команда його виграла і повернулась у елітний дивізіон.
26 серпня 2012 року Крстичич дебютував в Серії А в матчі проти «Мілану» (1:0) і в подальшому залишився основним гравцем команди, а у березні 2013 року він продовжив свій контракт із «Сампдорією» до 2017 року. Втім у сезоні 2014/15 значимість гравця у команді знизилась і 2 лютого 2015 року він на правах оренди з можливістю викупу перейшов у «Болонью» з Серії Б. До кінця сезону зіграв за клуб у 13 іграх чемпіонату, а також трьох матчах плей-оф, допомігши команді його виграти та вийти в Серію А, після чого повернувся в «Сампдорію», де знову рідко виходив на поле і 18 липня 2016 року покинув клуб за обопільною згодою.
25 липня 2016 року на правах вільного агента підписав контракт з іспанським «Алавесом», у складі якого в першому ж сезоні разом із співвітчизником Александаром Катаї став фіналістом Кубка Іспанії, після чого повернувся на батьківщину, ставши гравцем столичної «Црвени Звезди», з якою уклав дворічну угоду і в першому ж сезоні виграв чемпіонат Сербії та бьув включений до символічної збірної Суперліги. За півтора сезони відіграв за белградську команду 40 матчів у національному чемпіонаті.
26 грудня 2018 року перейшов до грецького клубу АЕК, який сплатив прописану у контракті Крстичича суму відступних у 500 тисяч євро.

## Виступи за збірні
Протягом 2008—2012 років залучався до складу молодіжної збірної Сербії. На молодіжному рівні зіграв у 6 офіційних матчах.
6 лютого 2013 року дебютував в офіційних іграх у складі національної збірної Сербії в товариському матчі проти Кіпру. Згодом у тому році зіграв ще у двох матчах, але після уходу головного тренера Синиши Михайловича в листопаді 2013 року перестав грати за збірну і наступний матч зіграв лише у листопаді 2017 року в товариському матчі проти Китаю (2:0) в рамках підготовки до чемпіонату світу 2018 року, але у фінальну заявку на цей турнір не потрапив.

## Статистика виступів

### Статистика клубних виступів
Станом на 19 вересня 2018
| Сезон                     | Команда                   | Чемпіонат                 | Чемпіонат | Чемпіонат | Національний кубок | Національний кубок | Національний кубок | Континентальні кубки | Континентальні кубки | Континентальні кубки | Інші змагання | Інші змагання | Інші змагання | Усього | Усього |
| Сезон                     | Команда                   | Ліга                      | Ігор      | Голів     | Ліга               | Ігор               | Голів              | Ліга                 | Ігор                 | Голів                | Ліга          | Ігор          | Голів         | Ігор   | Голів  |
| ------------------------- | ------------------------- | ------------------------- | --------- | --------- | ------------------ | ------------------ | ------------------ | -------------------- | -------------------- | -------------------- | ------------- | ------------- | ------------- | ------ | ------ |
| 2006–07                   | ОФК (Белград)             | СЛ                        | 1         | 0         | КС                 | 0                  | 0                  | -                    | -                    | -                    | -             | -             | -             | 1      | 0      |
| 2007–08                   | ОФК (Белград)             | СЛ                        | 24        | 2         | СА                 | 0                  | 0                  | -                    | -                    | -                    | -             | -             | -             | 24     | 2      |
| 2008–09                   | ОФК (Белград)             | СЛ                        | 1         | 0         | СА                 | 0                  | 0                  | Інт                  | 2                    | 0                    | -             | -             | -             | 3      | 0      |
| Усього за ОФК (Белград)   | Усього за ОФК (Белград)   | Усього за ОФК (Белград)   | 26        | 2         |                    | 0                  | 0                  |                      | 2                    | 0                    |               | -             | -             | 28     | 2      |
| 2008–09                   | «Сампдорія»               | A                         | 0         | 0         | КІ                 | 0                  | 0                  | -                    | -                    | -                    | -             | -             | -             | 0      | 0      |
| 2009–10                   | «Сампдорія»               | A                         | 0         | 0         | КІ                 | 0                  | 0                  | -                    | -                    | -                    | -             | -             | -             | 0      | 0      |
| 2010–11                   | «Сампдорія»               | A                         | 0         | 0         | КІ                 | 0                  | 0                  | ЛЧ+ЛЄ                | 0+1                  | 0+0                  | -             | -             | -             | 1      | 0      |
| 2011–12                   | «Сампдорія»               | B                         | 13        | 0         | КІ                 | 0                  | 0                  | -                    | -                    | -                    | -             | -             | -             | 13     | 0      |
| 2012–13                   | «Сампдорія»               | A                         | 25        | 1         | КІ                 | 1                  | 0                  | -                    | -                    | -                    | -             | -             | -             | 26     | 1      |
| 2013–14                   | «Сампдорія»               | A                         | 32        | 1         | КІ                 | 2                  | 1                  | -                    | -                    | -                    | -             | -             | -             | 34     | 2      |
| 2014–15                   | «Сампдорія»               | A                         | 12        | 0         | КІ                 | 3                  | 0                  | -                    | -                    | -                    | -             | -             | -             | 15     | 0      |
| 2014–15                   | «Болонья»                 | B                         | 13+3      | 0         | КІ                 | 0                  | 0                  | -                    | -                    | -                    | -             | -             | -             | 16     | 0      |
| 2015–16                   | «Сампдорія»               | A                         | 10        | 0         | КІ                 | 0                  | 0                  | ЛЄ                   | 2                    | 0                    | -             | -             | -             | 12     | 0      |
| Усього за «Сампдорію»     | Усього за «Сампдорію»     | Усього за «Сампдорію»     | 92        | 2         |                    | 6                  | 1                  |                      | 3                    | 0                    |               | -             | -             | 101    | 3      |
| 2016–17                   | «Алавес»                  | ПД                        | 14        | 2         | КІ                 | 6                  | 1                  | -                    | -                    | -                    | -             | -             | -             | 20     | 3      |
| 2017–18                   | «Црвена Звезда»           | СЛ                        | 27        | 4         | КС                 | 1                  | 0                  | ЛЄ                   | 8                    | 0                    |               |               |               | 36     | 4      |
| 2018–19                   | «Црвена Звезда»           | СЛ                        | 3         | 0         | КС                 | -                  | -                  | ЛЧ                   | 8                    | 1                    | -             | -             | -             | 11     | 1      |
| Усього за «Црвену Звезду» | Усього за «Црвену Звезду» | Усього за «Црвену Звезду» | 30        | 4         |                    | 1                  | 0                  |                      | 16                   | 1                    |               | -             | -             | 47     | 5      |
| Усього за кар'єру         | Усього за кар'єру         | Усього за кар'єру         | 175+3     | 4         |                    | 13                 | 2                  |                      | 21                   | 1                    |               | -             | -             | 212    | 7      |

### Статистика виступів за збірну
| Дата       | Місто    | Господарі | Результат | Гості  | Турнір            | Голи | Примітки |
| ---------- | -------- | --------- | --------- | ------ | ----------------- | ---- | -------- |
| 6-2-2013   | Нікосія  | Кіпр      | 1 – 3     | Сербія | товариський матч  | -    | 73'      |
| 14-8-2013  | Богота   | Колумбія  | 1 – 0     | Сербія | товариський матч  | -    | 61'      |
| 10-9-2013  | Кардіфф  | Уельс     | 0 – 3     | Сербія | Відбір до ЧС 2014 | -    | 88'      |
| 10-11-2017 | Гуанчжоу | КНР       | 0 – 2     | Сербія | товариський матч  | -    | 83'      |
| Усього     |          | Матчів    | 4         |        | Голів             | 0    |          |

## Досягнення
- Чемпіон Сербії (3):

«Црвена Звезда»: 2017-18, 2021-22, 2022-23
- Володар Кубка Сербії (2):

«Црвена Звезда»: 2021-22, 2022-23